# Ma che colpa abbiamo noi
Pour plus de détails, voir Fiche technique et Distribution.
Ma che colpa abbiamo noi est un film italien réalisé par Carlo Verdone, sorti en 2003, avec Verdone, Margherita Buy, Anita Caprioli, Antonio Catania, Lucia Sardo (it), Stefano Pesce (it), Massimiliano Amato (it) et Luciano Gubinelli (it) dans les rôles principaux.

## Synopsis
Un groupe de huit patients participent à une séance collective de psychothérapie, au cours de laquelle la praticienne qui les reçoit meurt d'une crise cardiaque. Le groupe, réduit à sept après la guérison soudaine d'un membre, tente alors de trouver un nouveau psychologue, sans réussite, et décide donc d'organiser ses propres séances communes, au domicile de chacun, ce qui provoque une série de catastrophes.

## Fiche technique
- Titre : Ma che colpa abbiamo noi
- Titre original : Ma che colpa abbiamo noi
- Réalisation : Carlo Verdone
- Scénario : Piero De Bernardi, Pasquale Plastino (it), Fiamma Satta (it) et Carlo Verdone
- Photographie : Danilo Desideri (it)
- Montage : Claudio Di Mauro (it)
- Musique : Lele Marchitelli (it)
- Scénographie : Maurizio Marchitelli (it)
- Costumes : Maurizio Millenotti (it)
- Producteur : Mino Barbera et Marco Scaffardi
- Société de production : Virginia Produzioni
- Pays d'origine :  Italie
- Langue : Italien
- Format : Couleur
- Genre : Comédie dramatique
- Durée : 120 minutes
- Dates de sortie :  Italie : 10 janvier 2003

## Distribution
- Carlo Verdone : Galeazzo Tinacci
- Margherita Buy : Flavia
- Anita Caprioli : Chiara
- Antonio Catania : Ernesto
- Lucia Sardo (it) : Gabriella
- Stefano Pesce (it) : Marco
- Massimiliano Amato (it) : Luca
- Luciano Gubinelli (it) : Alfredo
- Sergio Graziani : le père de Galeazzo
- Raquel Sueiro (it) : Daria, la fiancée de Galeazzo
- Remo Remotti (it) : le majordome
- Fabio Traversa (it) : l'homme qui interrompt les funérailles
- Barbara Matera : Danka
- Rodolfo Corsato (it) : Aldo
- Lorenzo Balducci: Manuel
- Roberto Accornero
- Roberto Ceccacci (it)
- Corrado Olmi
- Marina Pennafina (it)
- Corrado Solari (it)

## Distinctions

### Prix
- Ruban d'argent des meilleurs costumes à Maurizio Millenotti (it) en 2003.

### Nominations
- David di Donatello du meilleur scénario pour Piero De Bernardi, Pasquale Plastino (it), Fiamma Satta (it) et Carlo Verdone en 2003.
- David di Donatello du meilleur acteur dans un second rôle pour Antonio Catania en 2003.
- Ruban d'argent du meilleur sujet pour Piero De Bernardi, Pasquale Plastino, Fiamma Satta et Carlo Verdone en 2003.
- Ruban d'argent de la meilleure musique de film pour Lele Marchitelli (it) en 2003.
- Ciak d'oro du meilleur acteur dans un second rôle pour Antonio Catania en 2003.
- Ciak d'oro de la meilleure actrice dans un second rôle pour Anita Caprioli en 2003.